# Ставча вас
Ставча вас (словен. Stavča vas) је насељено место у општини Жужемберк, регија Југоисточна Словенија, Словенија.

## Историја
До територијалне реорганизације у Словенији била је у саставу старе општине Ново Место.

## Становништво
У попису становништва из 2011. године, Ставча вас је имала 104 становника.
| Број становника према пописима | Број становника према пописима | Број становника према пописима |
| ------------------------------ | ------------------------------ | ------------------------------ |
| 1991                           | 2002                           | 2011                           |
| 118                            | 106                            | 104                            |

Напомена: Године 1953. повећано за насеље Цегелница које је укинуто.

## Галерија
- панорама
- улаз у насеље